# Yamamoto Yasue

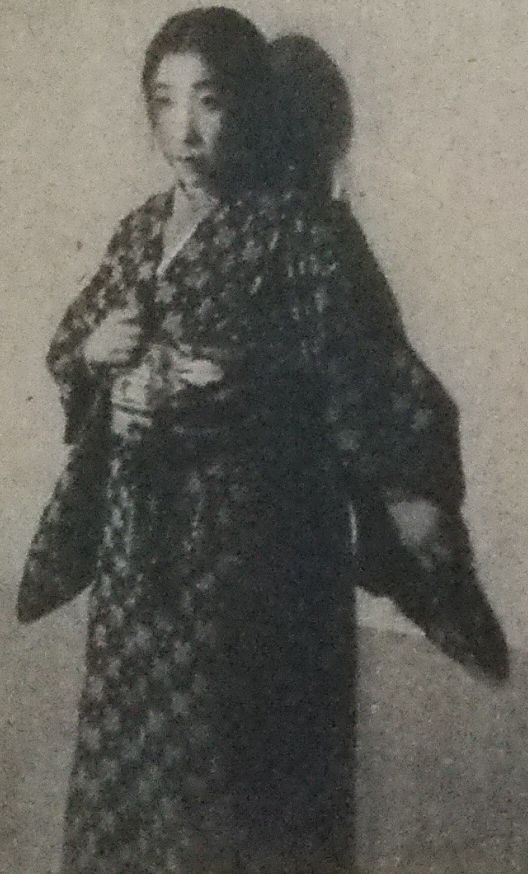
Yamamoto Yasue

Yamamoto Yasue (japanisch 山本 安英, eigentlich Yamamoto Chiyo (山本 千代); geb. 29. Oktober 1906 in Tōkyō; gest. 29. Dezember 1993 daselbst) war eine japanische Schauspielerin.

## Leben und Werk
Yamamoto Yasue besuchte ab 1921 die „Schule für moderne Theaterausbildung für Frauen“ (現代劇女優養成所, Gendaigeki joyū yōseijo), die von Ichikawa Sadanji II (二世市川左団次; 1880–1940) geleitet wurde. Sie wurde 1924 Gründungsmitglied des von Osanai Kaoru geleiteten „Kleinen Theaters Tsukiji“ (築地小劇所) und spielte die Hauptrolle in 67 Produktionen. Nach Osanais Tod 1928 gründete Yamamoto mit Hijikata Yoshi (1998–1959) die „Neue Tsukiji Theaterkompanie“ (新築地劇団, Shin Tsukiji gekidan). Bis Ende des Pazifikkriegs wirkte sie auch bei Rundfunksendungen mit.
1951 ehrte das Kultusministerium Yamamoto für ihre Rolle als Tsū in Kinoshita Junjis international gefeiertem Stück „Yūzuru“ (夕鶴), „Kranich in der Dämmerung“, das seit 1949 aufgeführt wurde. 1966 gründete sie die „Yasue no kai“ (安英の会) zur Erforschung der Rezitation in Stücken der Gegenwart. Yamamoto wirkte durch eine einzigartige Präsenz auf der Bühne und durch eine ausgefeilte Sprechweise. 1974 wurde sie mit dem Asahi-Preis ausgezeichnet, 1984 mit dem Mainichi-Kunstpreis.